# Xabier Egaña

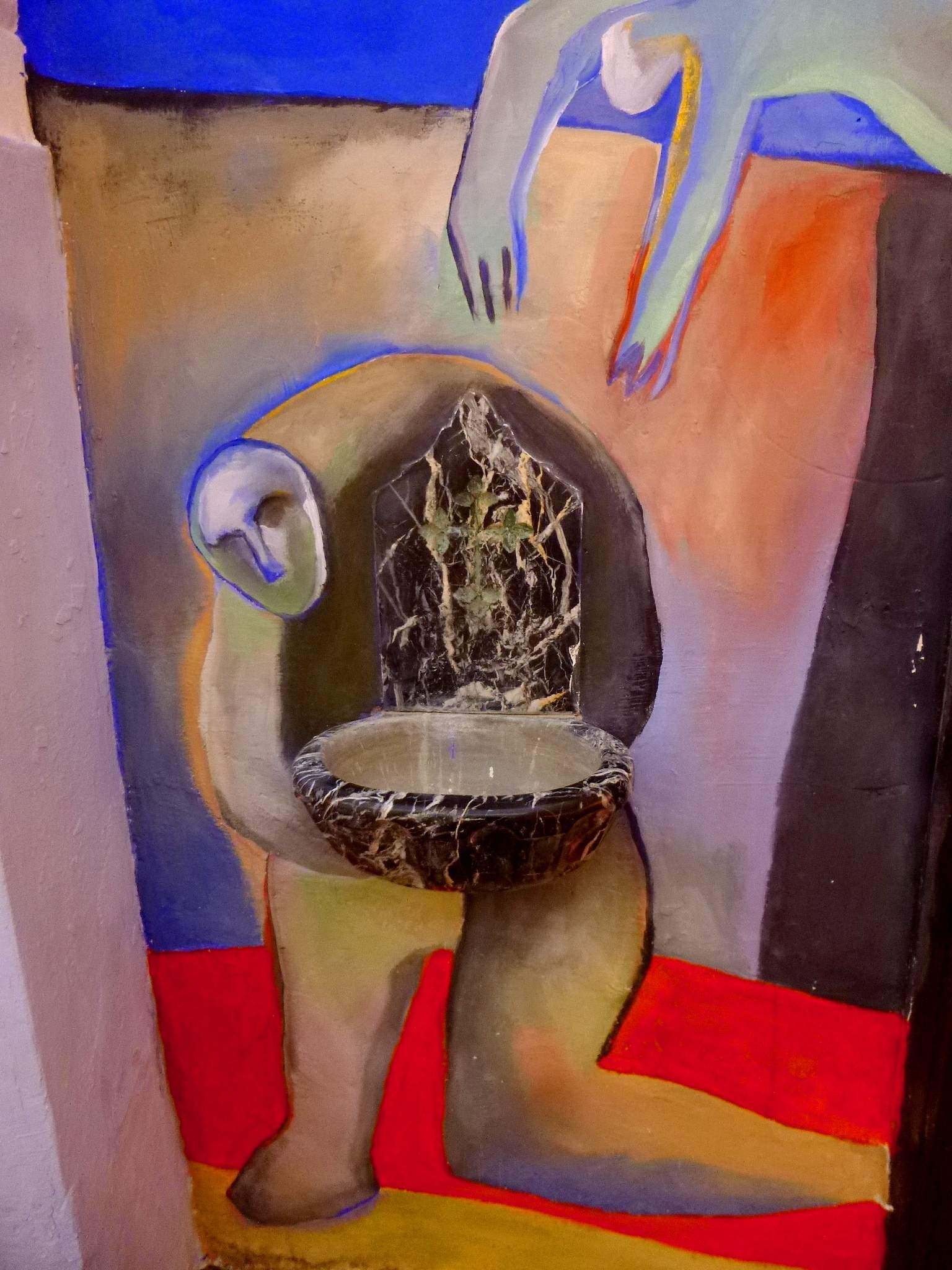
El puente de la iglesia de Antezana de Foronda, decorado con un cuadro de Egaña.

Xabier Egaña Albizu (Las Arenas, Guecho, 22 de julio de 1943) es un pintor y artista plástico español. En 2020, fue finalista del premio Manuel Lekuona y del premio Eusko Ikaskuntza de Humanidades.

## Biografía
El mayor de cinco hermanos, nació en el seno de una familia cristiana, fiel y trabajadora. De los seis a los nueve años estudió en la Escuela Pública de Las Arenas. A partir de los diez años inició los estudios de bachillerato, becado y en régimen externo, en el colegio de Gaztelueta, perteneciente al Opus Dei. Con catorce años, tuvo que permanecer en cama, en reposo, por una enfermedad reumática. Fue un largo periodo donde se interesó por la lectura, los cómics y el dibujo. Por aquel entonces, como muchos otros pintores, desde pequeño ya tenía fama de buen dibujante.
A la edad de 17 años opta por ingresar en la orden franciscano. Tras realizar un curso en Forúa para el aprendizaje del latín, prosigue su formación franciscana ya en Zarauz. En 1962 realizó estudios de filosofía en Olite (Navarra) donde se encontró con el pintor franciscano Xabier Álvarez de Eulate, determinante en su formación artística. De 1965 a 1969 estudió teología en el seminario de Aránzazu (Guipúzcoa), y en 1969 al finalizar su formación franciscana, se ordenó sacerdote. Estuvo un tiempo en Santander y Madrid.
Dejó la orden franciscana en 1986, después de 26 años, y con cuarenta y tres años de edad, iniciando una nueva andadura personal y sentimental. Un nuevo estilo de vida que se concreta cuando contrae matrimonio con María José Zurita, instalándose la familia en San Sebastián, donde continúa impartiendo clases de plástica en la Escuela de Magisterio.

### Trayectoria artística
Aunque aprendió a pintar de manera autodidacta, y fue influenciado por varios artistas vascos; como la de Xabier Álvarez Eulate. También fue profesor de Bellas Artes en la Escuela de Magisterio de la Iglesia de San Sebastián durante una temporada. Ha realizado exposiciones en San Sebastián, Bilbao, Vitoria y otras capitales europeas. 

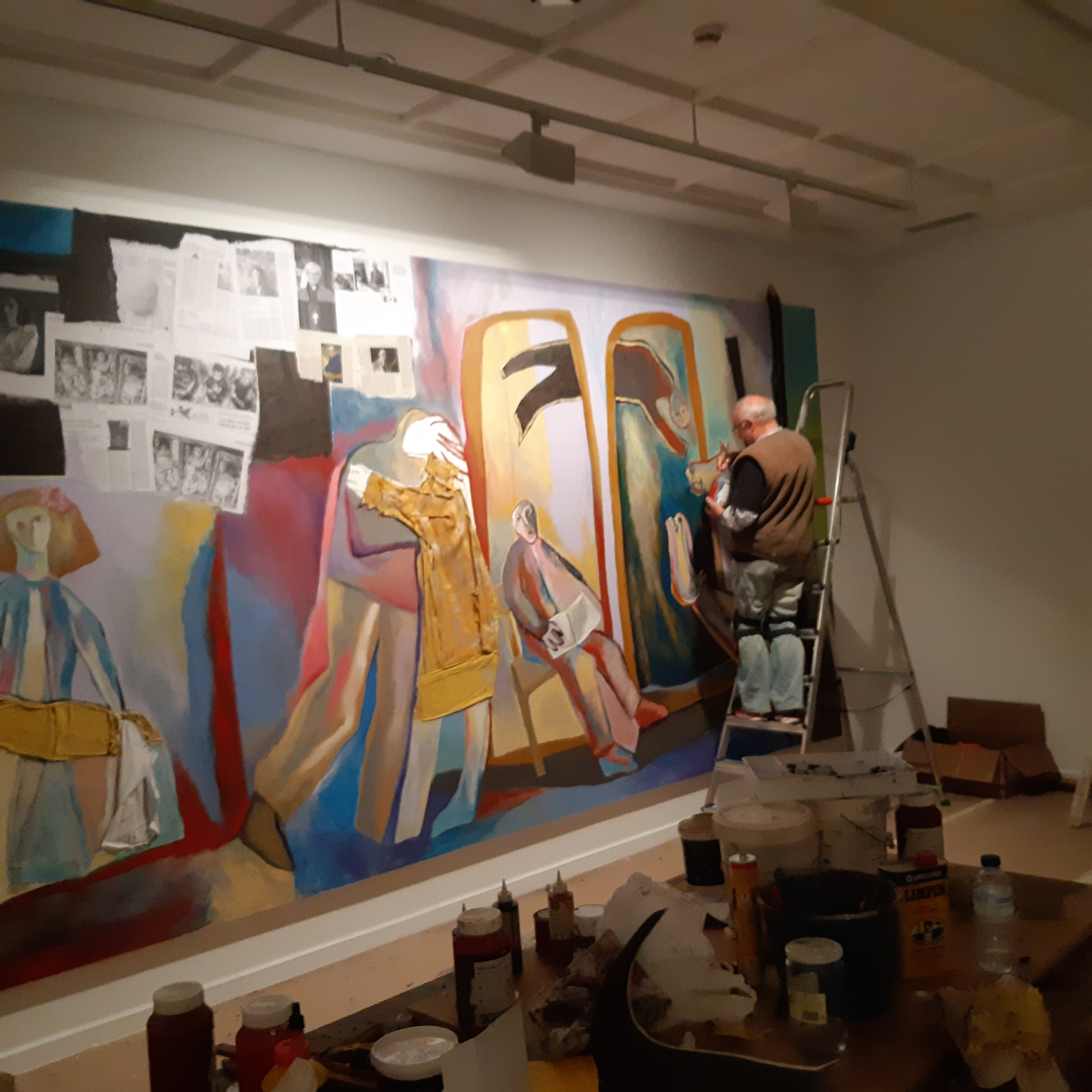
La pintura de Xabier Egaña, en su exposición de 2019

Desde 1976 ha trabajado en varias obras públicas: el camarín de la Virgen de Aránzazu (1976-1978); Los murales de San Pelayo en Zarauz y el homenaje a Salbatore Mitxelena en la Ikastola (1981); El esgrafiado del estadio de béisbol de Iñurritsa; Los muros interior y exterior de la piscina de Arrigorriaga; Las esculturas de la plaza de San Pedro de Sopelana, los murales cerámicos del Colegio Lauro de Lujua; en el monasterio franciscano de  St Bonaventura en la ciudad de Mühlen, Alemania, en la iglesia de San Juan Bautista (1981); en Puerto Rico y así sucesivamente.
También ha pintado el interior de la iglesia de San Miguel, en la localidad alavesa de Antezana de Foronda, dentro del proyecto "Pinturas para la vida - Bizitzarako pinturak". Una obra de gran envergadura, que Egaña afronta como un importante reto; un proceso vital que durará los siguientes siete años. Entre el 2010 y el 2012 se vuelca en la realización de una ingente cantidad de bocetos. En dichos bocetos vuelca todo su imaginario, en una nueva relectura de temáticas trabajadas a lo largo de cuatro décadas. Un híbrido de iconografías cristianas, mezclado con representaciones contemporáneas, llevando lo religioso al momento actual. Ver los bocetos es como una enciclopedia de sus preocupaciones sociales, engarzadas con pasajes religiosos que a Egaña le son cercanos. Tras dos años de trabajo previo preparatorio, pintar el interior de la iglesia duró cinco, los trabajos se realizaban durante la temporada de verano, contando con la colaboración de los vecinos del pueblo.
La mayor y más completa exposición de su obra se celebró en noviembre de 2019 en Vitoria, de la mano de la fundación Caja Vital, "La vida no basta", comisariada por Juan Ayesta. El artista trabajaba allí en público.

## Obra
- 1962-1969: inicios en la pintura. El artista mencionó la "hospitalidad, amistad y estímulo" de Xabier Álvarez de Eulate. Las primeras obras de Lucio Muñoz tienen una gran influencia, tanto en estilo como en técnica: obra abstracta y matérica. El trabajo de Marc Chagall para la Ópera de París también lo influenció, en su lirismo expresivo y uso del color. Por aquel entonces Jorge Oteiza también estaba colocando a sus Apóstoles y la Piedad en Aránzazu, por lo que se hicieron grandes amigos.
- 1970-1975: Toma conciencia de la cuestión vasca en Madrid. En 1975, movido por el fusilamiento de Txiki y Otaegi, completa el dúo "In Memorian Txiki-Otaegi" (1975). Luego se traslada a Pamplona, sugerido por Oteiza, para aprender la técnica del grabado con el pintor y grabador Eslava. En la obras de este periodo, destaca la mezcla iconografía religioso-cristiana y acontecimientos sociopolíticos en las obras. Las obras se realizan en zinc .
- 1976-1978: Al recibir el encargo del camarín de Aránzazu, además de Álvarez Eulate y Oteiza, recibe la opinión de Sáenz de Oiza, mostrando sus planos y maquetas en Madrid. En 1978 pintó murales, pintando sólo por la mañana durante tres meses: 115 metros cuadrados. La Historia de la Humanidad tiene un tema general, “es una reflexión sobre el absurdo del sufrimiento, así como del fracaso de quienes intentan cambiar el mundo, como el mismo Cristo”, según el arquitecto Miguel Alonso del Val. En esta obra cultivó un estilo expresionista con raíces religiosas y humanísticas.[11]
- 1980-1986: En 1980, Monseñor Romero fue asesinado mientras daba misa en El Salvador. Esta colisión llevó a Egaña a experimentar con materiales no convencionales (por ejemplo, toallas y vestiduras litúrgicas antiguas) con collages y ensamblajes de telas, en un estilo de arte povera, a veces con colores fuertes. A este período pertenecen el tríptico "Instrumento de Ícaro" (1985), la serie de cruces hechas con palos y trapos y las esculturas de madera policromada.
- 1987-1990: "En 1987 los motivos se movieron y el fondo de las obras cambió" dice el propio artista. Comenzó a pintar paisajes y paseos cotidianos, principalmente pinturas sobre lienzo . También experimentó con la escultura para grandes espacios, trabajando el desarrollo espacial mediante la realización de maquetas.
- 1991-1999: el colapso de los países soviéticos y las guerras y conflictos en los Balcanes estimularon al artista. De esa época son la obra Croacia (1990) y también "Un Cristo para Bosnia" (1994), que representan al hombre que sufre estoicamente. Egaña entró en el estilo material abstracto con los collages. De esta época es también "Cruces, cementerio y aldaba" (1996), sobre la llamada y la muerte. En esta época crea "La poesía de las flores" (1998) con ablación, así como "...hacer algo con la Menina" (1998) y Orgullo Nacional (2000).
- 2000-2009: Mira obras que son símbolos del arte ( Botticelli, Rubens, Tiziano, Velázquez, Manet y Picasso ). Ensambles y materiales reutilizados, más que pinturas, hace collages de materiales para la pared, híbridos pintura-dibujo-escultura. Usó libros, cruces y calaveras, entre otros. De esta época es la obra "Recordando Gernika" (2010).
- 2010-2017: Pinturas para la vida. En 2010 le encargan pintar las paredes interiores de la iglesia de San Miguel en Antezana de Foronda (Álava)), junto al aeropuerto de Foronda. Tras trabajar en los trabajos preparatorios entre 2010-2012, completó la labor muralista durante los meses de verano de 2013-2017.
- 2019: La Fundación Vital ofreció una gran retrospectiva de su obra en Vitoria. Durante la muestra el artista estaba en la sala y pintó una obra en directo.[12][13]
- 2020: 42 años después de pintar los originales, trabajó en el repintado y reparación del camarín de la virgen de Aránzazu, tras unos daños causados por la humedad.[14]

## Galería de imágenes

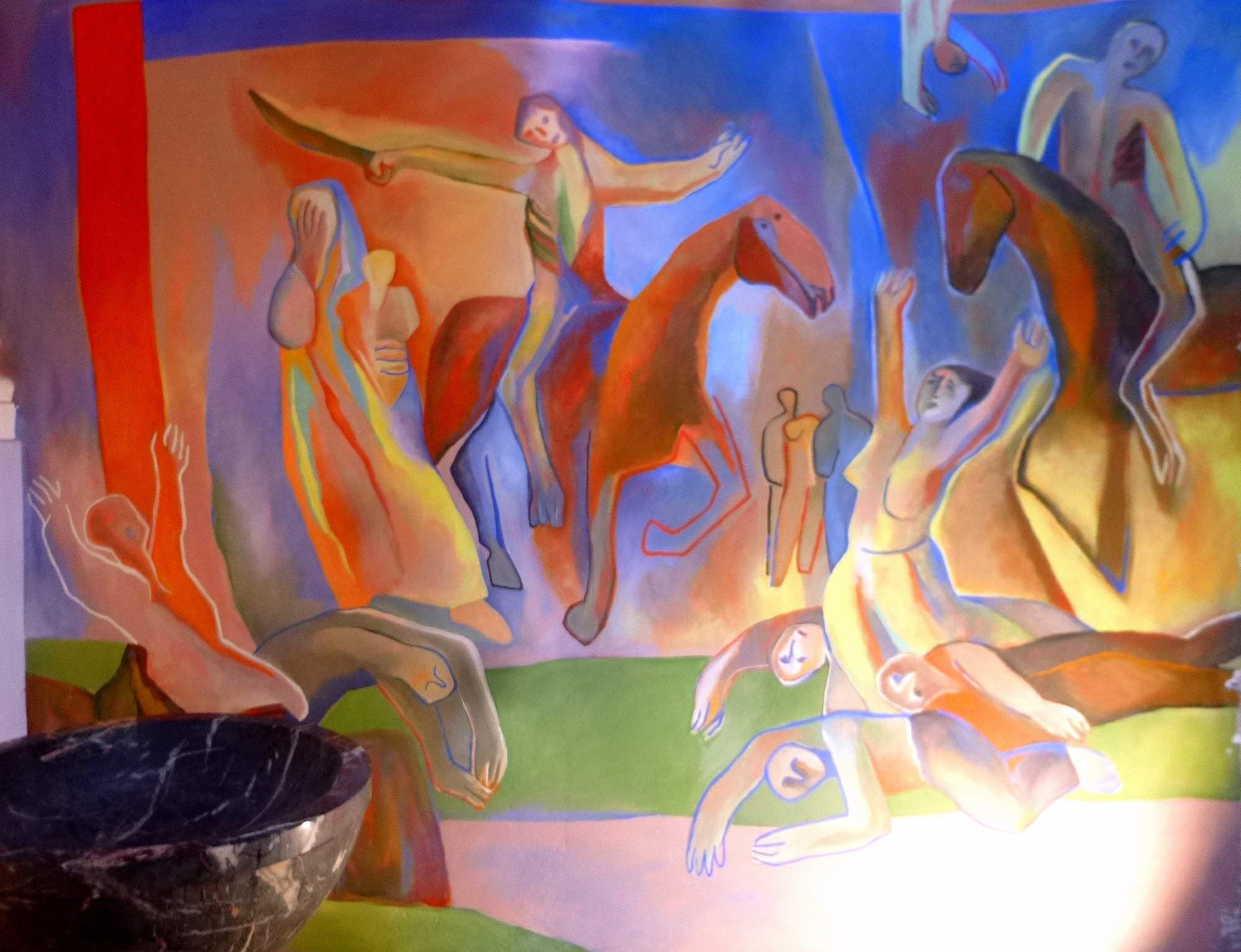
'Pinturas para la vida', Iglesia de San Miguel Arcángel de Antezana de Foronda
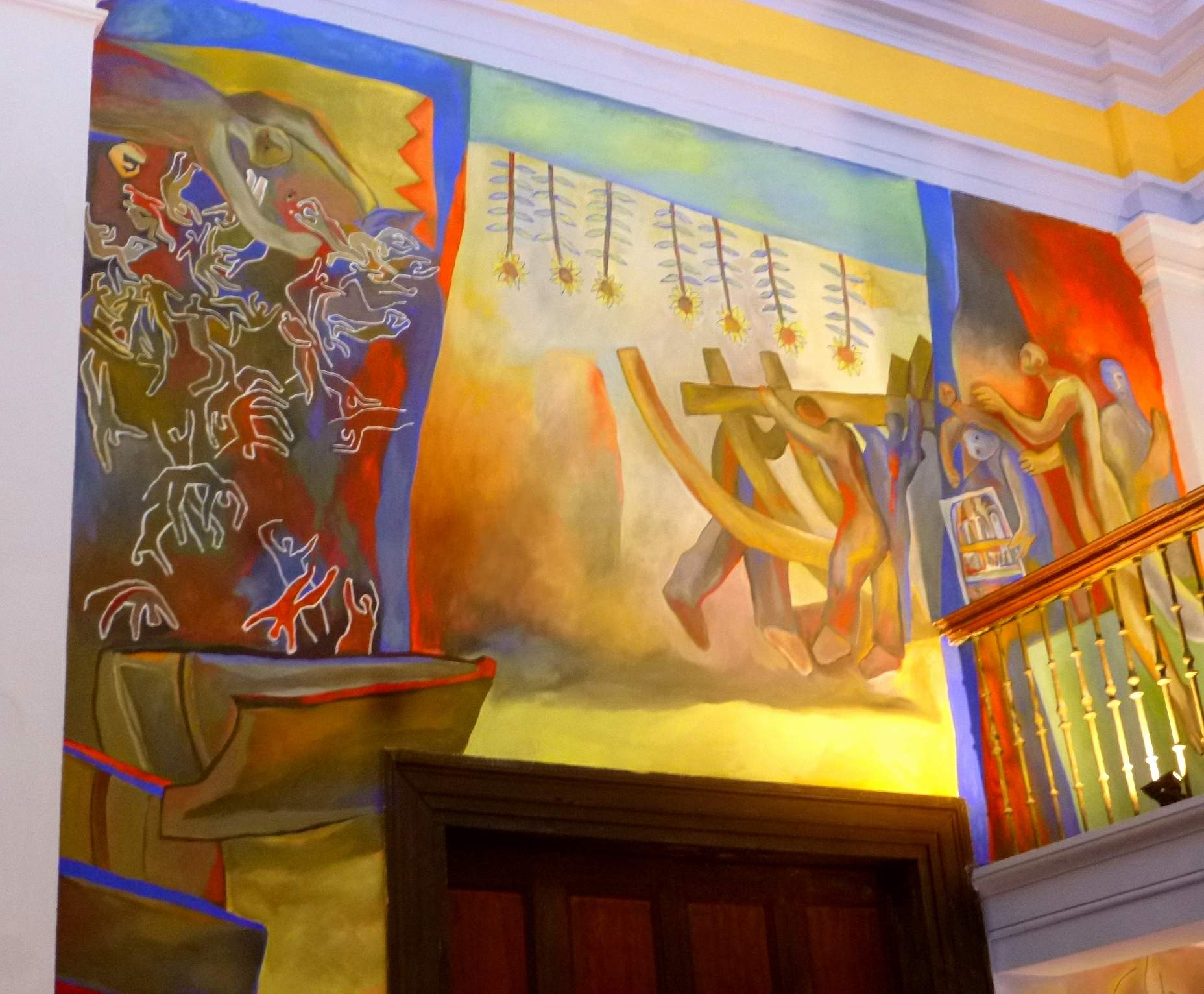
'Pinturas para la vida', Iglesia de San Miguel Arcángel de Antezana de Foronda
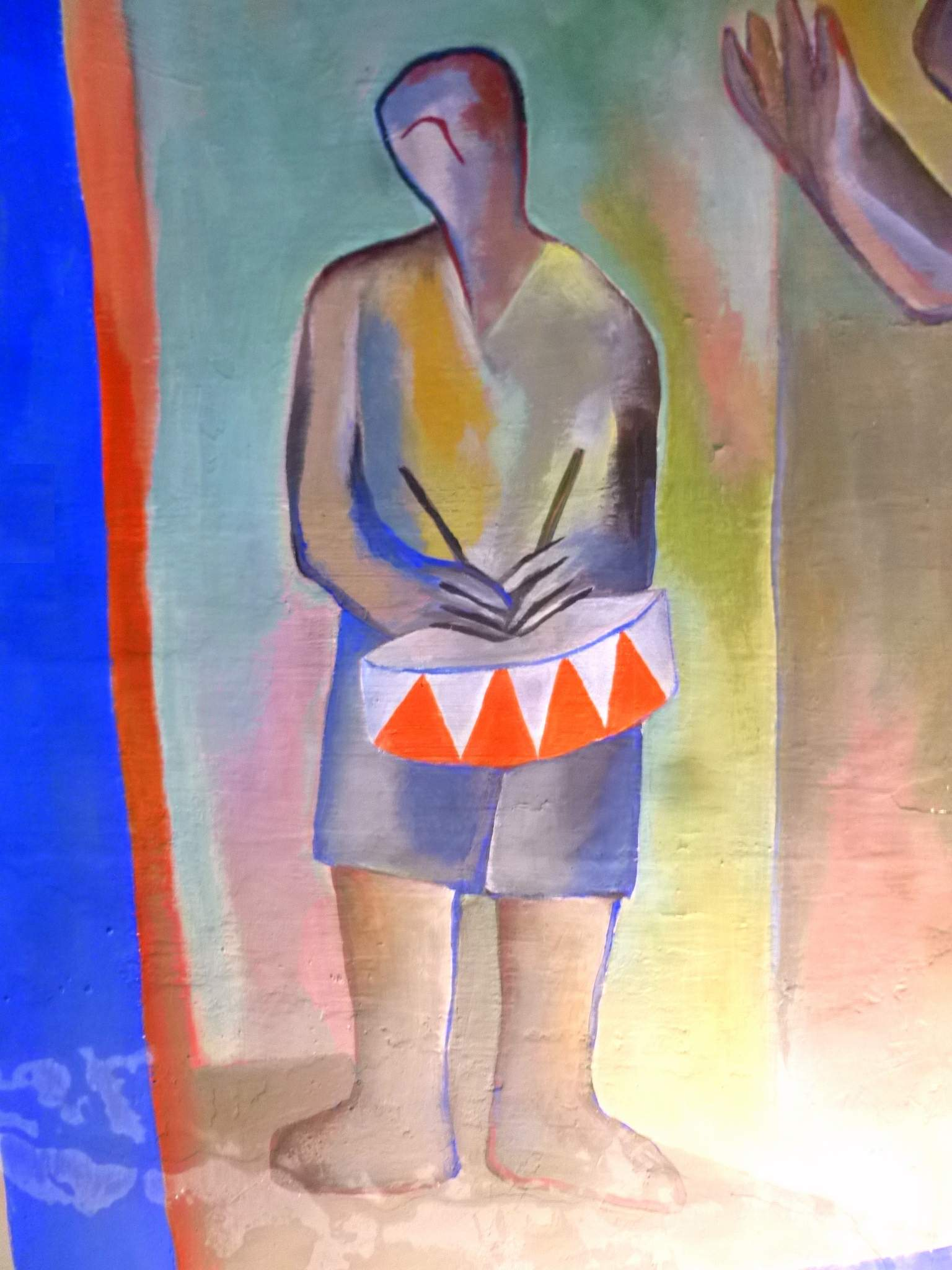
'Pinturas para la vida', Iglesia de San Miguel Arcángel de Antezana de Foronda
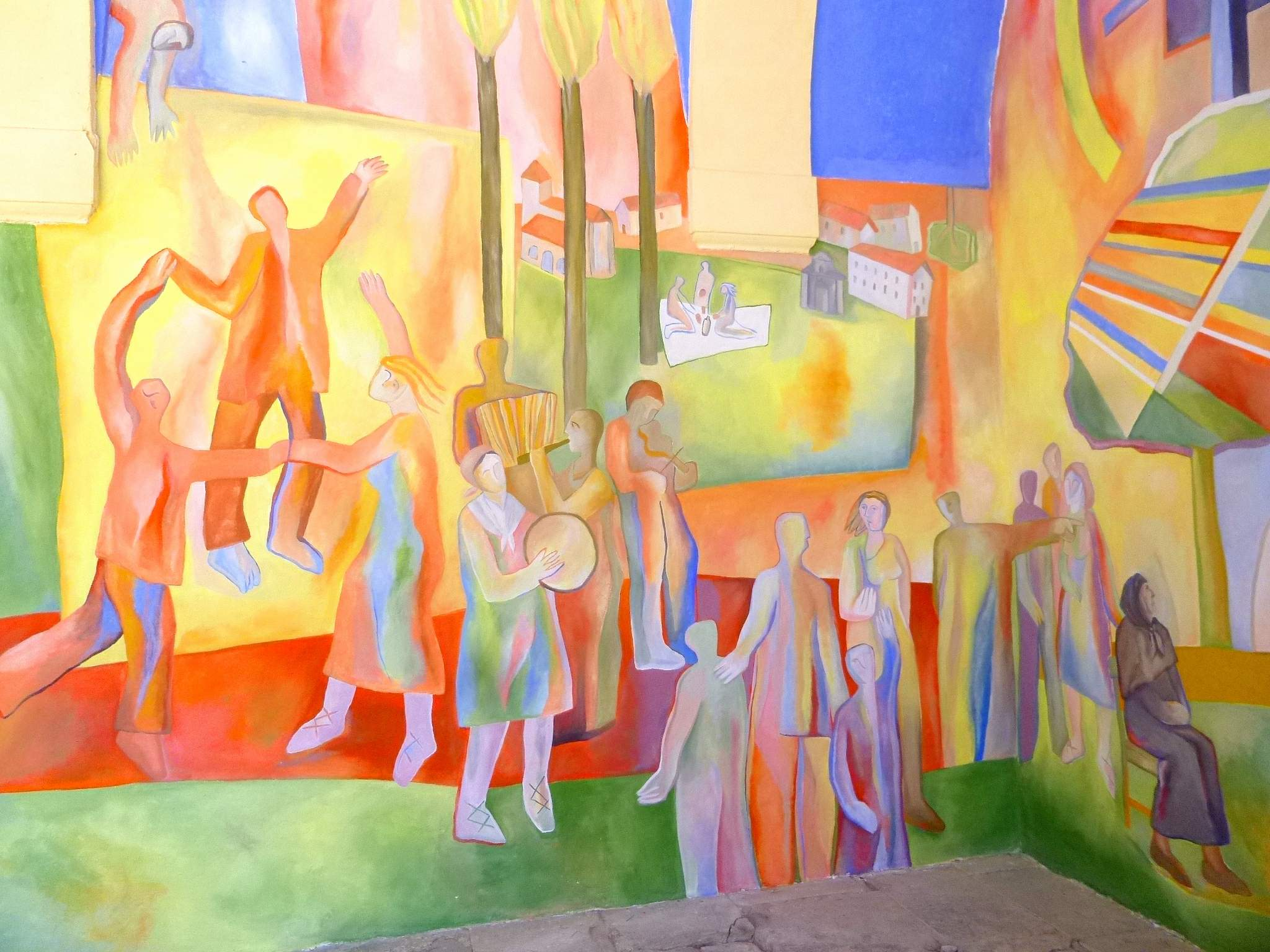
'Pinturas para la vida', Iglesia de San Miguel Arcángel de Antezana de Foronda